# Hanna-Marie Hofmann

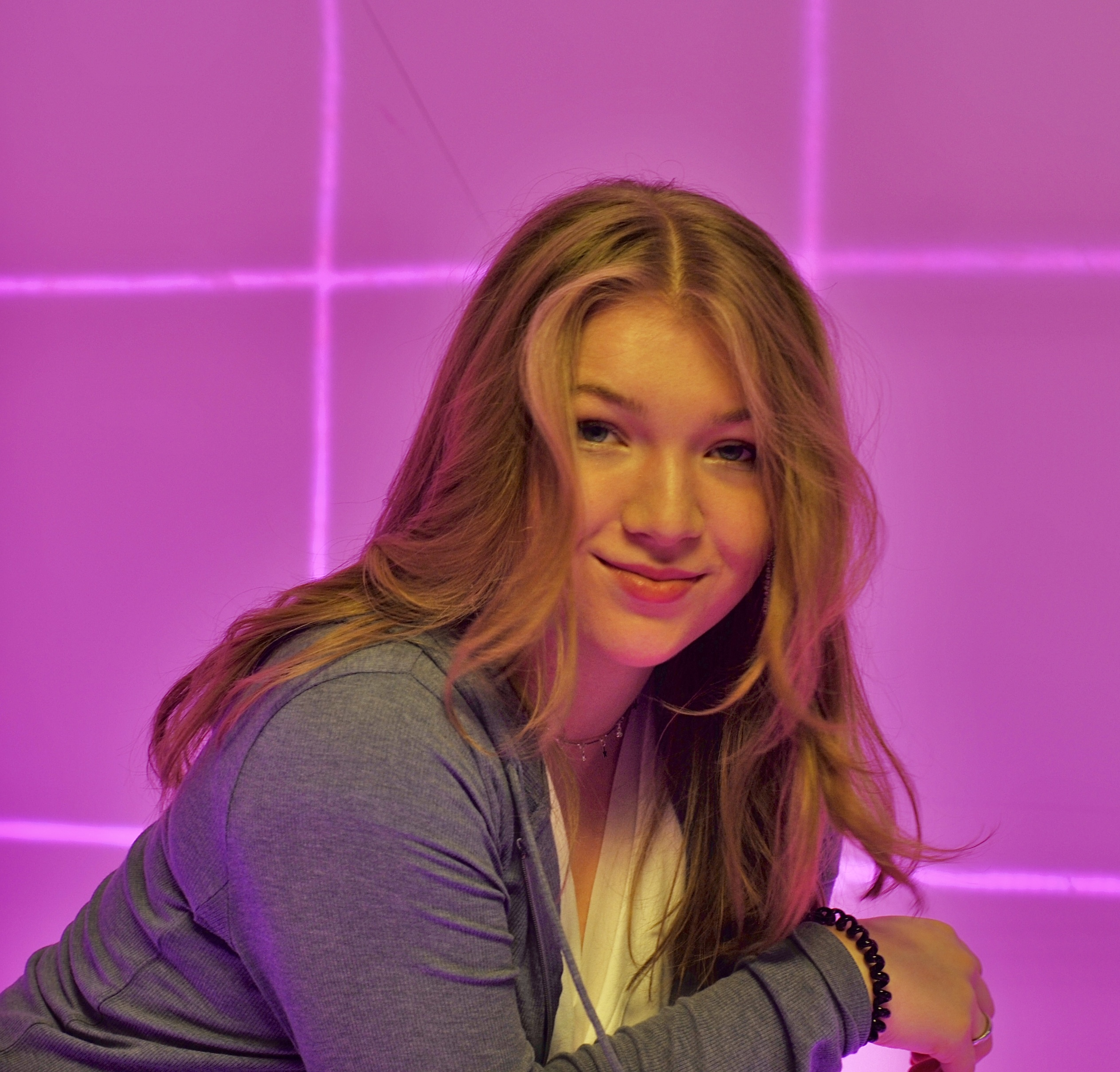
Hanna-Marie Hofmann (2021)

Hanna-Marie Hofmann (* 22. Januar 2004 in Lüneburg) ist eine deutsche Schauspielerin.

## Leben
Hanna-Marie Hofmann ist gebürtige Lüneburgerin und besuchte das Gymnasium der Herderschule Lüneburg. Seit Dezember 2019 spielt sie ihre erste Fernsehrolle in der ARD-Telenovela Rote Rosen als Jolina Bergmann. An den Wochenenden ist Hanna-Marie als Fußballschiedsrichterin unterwegs. Sie leitet dort Spiele in der Regionalliga Nord der Frauen und ist als Schiedsrichterassistentin in der 2. Frauen-Bundesliga im Einsatz.

## Filmografie
- 2019–heute: Rote Rosen (Fernsehserie)
- 2021: Disco Paraiso – Das Geheimnis von Almanzora (Synchronstimme)
- 2022: Agatha Christies Hjerson (Synchronstimme)
- 2023: Avalon, Klaus Chiesa (Musikvideo)
- 2023: Rote Rosen Weihnachtsspecial (Musikvideo)